# Непозната дива природа
„Непозната дива природа“ (на английски: Strange Wilderness) е щатска приключенска комедия от 2008 г., продуцирана от продуцентската компания на Адам Сандлър – Happy Madison Productions за Paramount Pictures, режисьор е Фред Улф, който е съсценарист със Питър Голк, и във филма участват Стийв Зан, Алън Ковърт, Джона Хил, Кевин Хефернан, Ашли Скот, Питър Данте, Хари Хемлин, Робърт Патрик, Джо Дон Бейкър, Джъстин Лонг, Джеф Гарлин и Ърнест Боргнайн.